# Polare Eiskappen

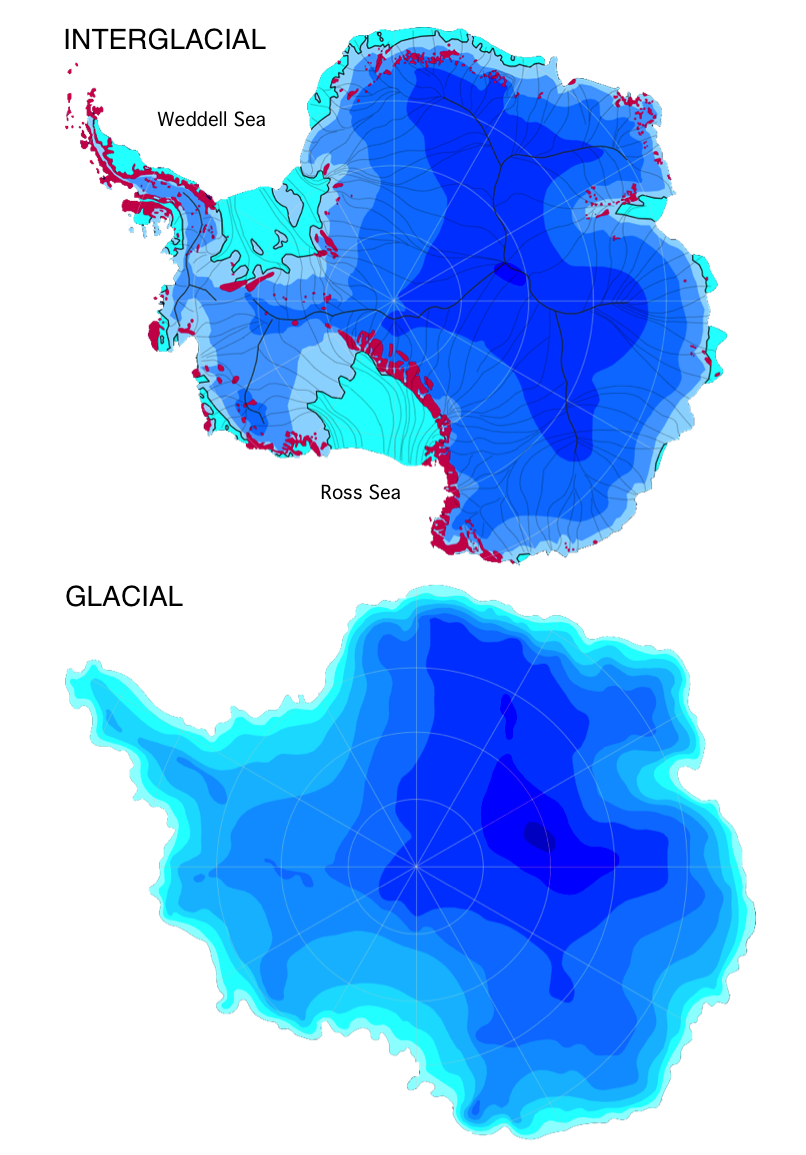
Den Südpol bedeckt der Antarktische Eisschild des jetzigen Eiszeitalters sowohl in Kaltzeiten (Glazial) als auch in Warmzeiten (Interglazial;
rot – eisfreie Landgebiete)

Polare Eiskappen oder kurz Polkappen sind die Pole eines Planeten bedeckende Eisschichten, die den Großteil der polaren Klimazonen ausmachen. Sie finden sich auf der Erde und beispielsweise auch auf dem Mars.

## Erde
Die polare Eiskappe in der Nordpolregion ist die arktische Eiskappe, die in der Südpolregion ist der antarktische Eisschild. Die arktische Polkappe besteht aus Meereis, die antarktische fast ausschließlich aus Gletschereis. Sie entstehen und vergehen unter dem Einfluss verschiedener klimatischer Faktoren wie Meeresströmungen und Luftströmungen abhängig von den regionalen Temperaturbedingungen sowie insbesondere von der Luftfeuchtigkeit und Niederschlägen. Dauerhafte Eisbedeckungen in der Polarregion kennzeichnen ein Eiszeitalter.
Fachsprachlich wird in der Glaziologie unter einer Eiskappe eine ausgedehnte flächenhafte Vergletscherung verstanden, die als Plateaugletscher einer Landmasse aufliegt, bei sehr großer Ausdehnung spricht man von einem Eisschild. Die Eismassen auf dem antarktischen Kontinent und die auf Grönland sind Inlandeis (Eisschilde). Im allgemeinen Sprachgebrauch wird einer polaren Eiskappe oder Polkappe neben dem Gletschereis, das auch Schelfeis umfasst, aber auch das Meereis um den Pol zugerechnet.

### Antarktische Polkappe
Die Polkappe um den Südpol in der Antarktis, der Antarktische Eisschild, besteht aus ausgedehnten Gletschern, die 98 % der Antarktis bedecken und eine Dicke von bis zu fünf Kilometern erreichen. Es handelt sich um die größte Eismasse der Erde. Da es sich um Eis auf dem Festland und nicht, wie in der Arktis, um Meereis handelt, spricht man auch vom antarktischen Eisschild. Die antarktische Polkappe bildete sich vor etwa 43 Millionen Jahren.

### Arktische Polkappe
Die Polkappe um den Nordpol in der Arktis, die Arktische Eiskappe ist die an ihren Rändern von Treibeis umgebene Packeiszone des Arktischen Ozeans.
Die zentralen, am nördlichsten gelegenen Regionen des Nordpolarmeeres weisen einen ganzjährigen Eispanzer auf und werden daher auch Eismeer genannt. Diese Eisschicht ist nicht ortsfest, sondern einer stetigen Eisdrift unterworfen, die durch verschiedene Meeresströmungen verursacht wird. Die peripheren, weiter südlich gelegenen Bereiche des Eismeers sind von Packeis bedeckt, dessen Ausdehnung mit den Jahreszeiten ab- und zunimmt. In südlicheren Breiten schließt sich eine ebenfalls saisonal veränderliche Treibeiszone an.

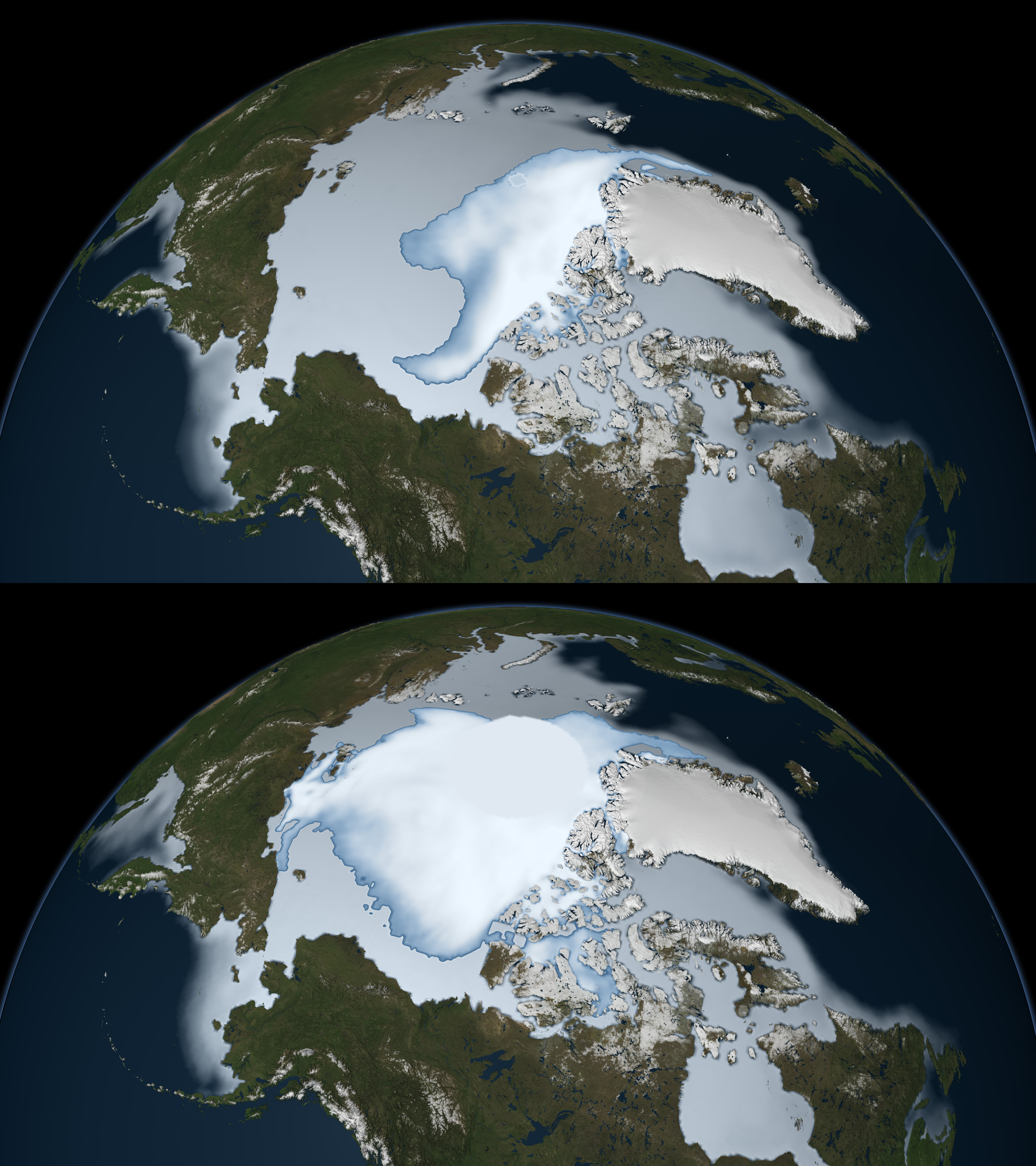
Rückgang des mehrjährigen Meereises der Arktis 2012 gegenüber 1980 (unten)

Die Dicke der ganzjährigen Eisschicht hat durch die globale Erwärmung in den letzten 50 Jahren stark abgenommen. Sie ist jahreszeitlich unterschiedlich und reicht von einem Meter in den Randgebieten bis zu 2,5 Meter am Nordpol – im Durchschnitt beträgt sie etwa 2 Meter. Entlang von Küstengebieten kann infolge der Eisdrift das Packeis besonders stark übereinander geschoben werden. Dabei entstehen gewaltige Presseishügel, die sich über hunderte von Metern hinweg erstrecken und bis zu 10 Meter über die ebenen Packeisflächen hinausragen, so am Kap Columbia im Norden von Ellesmere Island.
Die feste Packeiszone ist umschiffbar. Sie erstreckt sich über die Ellesmere-Insel, Axel-Heiberg-Insel und Banksinsel bis an die Nordküste von Alaska und an die Wrangel-Insel und reichte 2006 bis an die Nordküste Grönlands. Außerhalb der Packeiszone liegen die arktischen Inseln Spitzbergen, Franz-Josef-Land, Nowaja Semlja, Sewernaja Semlja, Neusibirische Inseln, Victoria-Insel, Devon-Insel und die Baffin-Insel, die saisonal ebenfalls vereist oder von Treibeis umgeben sind.
Erst die Polarforschung des 20. Jahrhunderts brachte den endgültigen Beweis, dass der Arktische Ozean – entgegen der Theorie vom eisfreien Nordpolarmeer – rund um den Nordpol vollständig vereist war und dort die arktische Eiskappe bildete. Die erste Unterquerung der arktischen Eiskappe fand 1958 durch die Nautilus statt. 1987 gelang es dem sowjetischen Eisbrecher Sibir als erstem Schiff, durch die arktische Eisdecke bis zum Nordpol vorzustoßen.

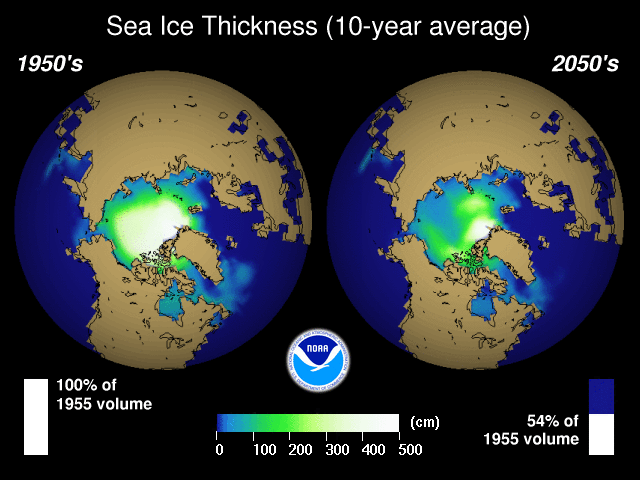
Prognostizierte Veränderung der Meereisdicke in der Arktis für 2050 im Vergleich zu 1955 (Quelle: NOAA)

Große saisonale Eisdecken bildeten sich in der Arktis nach dem Paläozän/Eozän-Temperaturmaximum vor etwa 47 Millionen Jahren, mehrjähriges Eis entstand erstmals vor 13 bis 14 Millionen Jahren.
Der Anteil des mehrjährigen dicken Eises, das die arktische Eiskappe bildet, ist stark rückgängig. Während früher das Packeis den Hauptanteil des Eises ausmachte, überwiegt seit 1996 in der Zeit maximaler Meereisausdehnung der Anteil an einjährigem Eis. Der gegenwärtige Eisverlust scheint, zumindest im Vergleich zu den letzten einigen tausend Jahren, außergewöhnlich und nicht mit den natürlichen Ursachen vergangener Änderungen erklärbar zu sein. Neben weiträumigen Oszillationen, wie etwa der Nordatlantischen Oszillation, ist die globale Erwärmung eine Ursache. Hatten Modelle zuvor noch nahegelegt, das Eis schmelze bis etwa 2080, so könnte bereits 2030–2040 das arktische Meereis im Sommer verschwunden sein.

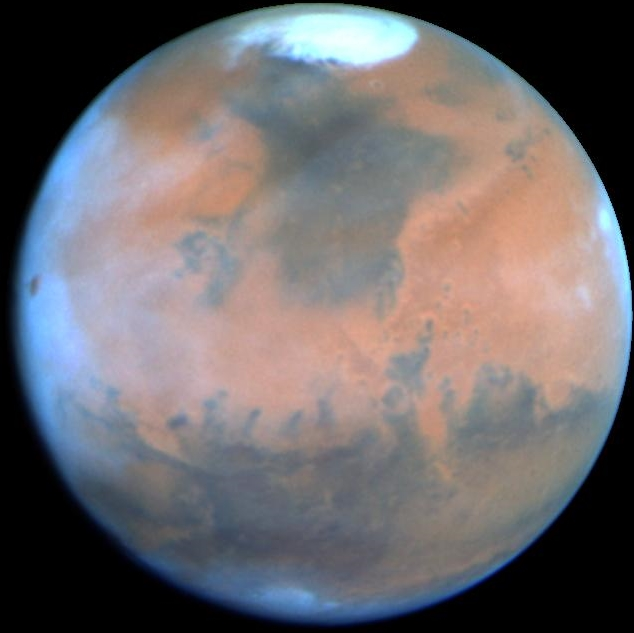
Polkappe auf dem Mars, aufgenommen mit dem Hubble-Weltraumteleskop

## Mars
Die Polkappen des Planeten Mars bestehen zum größten Teil aus gefrorenem Kohlendioxid mit einem geringen Anteil Wasser. In der Umgebung der (kleineren) südlichen Polkappe finden sich aber auch große Mengen gefrorenen Wassers.